# 大殺手
參數所指定的目標頁面不存在，建議更正成存在頁面或直接建立下列一個頁面（建立前請先搜尋是否有合適的存在頁面可以取代）：
- 大杀手 (马)

《大杀手》（英語：The Killer）是1972年楚原执导的香港黑帮动作电影，由金汉等人领衔主演，该影片主要讲述香港黑帮之间争斗的故事。

## 劇情簡介
一个黑帮因为和另一个帮派的原因，惹上了警察；而这也导致他不能再像以前那样自由地将非法物品运出港口。于是他购买了很多的暴徒和杀手来处理这个让他们变成这种状况的人……

## 评价
在当时的《电影月刊》中，汤姆·米尔恩认为这个作品是“一个比较无聊，但是电影开头还是不错的作品”，同时他也对作品中出现的爱情、友情等的表现方式不是特别喜欢。

## 演员表
- 井淼
- 谷峰
- 袁日初
- 冯克安
- 朱由高
- 曾楚霖
- 西瓜刨
- 江全
- 陈强
- 陈国权
- 姜南
- 杨志卿
- 郑康业
- 宗华
- 任世官
- 汪萍
- 金汉
- 卢苇

### 职员表
- 制片人：邵逸夫
- 剪辑：姜兴隆
- 美术：陈景森
- 其它：王永华 、吴大江

## 相關連結
- 香港影庫上《大殺手》的資料（繁體中文）
- 豆瓣电影上《大殺手》的資料 （简体中文）
- 互联网电影数据库（IMDb）上《大殺手》的资料（英文）
- 英文版预告片 （页面存档备份，存于）